# Ammonitida
Ammonitida (лат.) — отряд аммонитов, живших с юрского периода до палеоцена. Раковины обычно со сложными лопастными линиями.
Ammonitida делится на четыре подотряда: Phylloceratina, Lytoceratina, Ancyloceratina и Ammonitina.
Phylloceratina отделился от Ceratitida ближе к концу триаса. Phylloceratina дал начало Lytoceratina ближе к началу юрского периода, который, в свою очередь, дал начало высокоспециализированному Ancyloceratina ближе к концу юрского периода. И Phylloceratina, и Lytoceratina дали начало различным семействам, объединенным в Ammonitina.
Эти четыре подотряда далее делятся на разные группы, включающие различные семейства, объединенные в надсемейства. Некоторые, такие как Hildoceratoidea и Stephanoceratoidea, ограничены юрским периодом. Другие, такие как Hoplitoidea и Acanthoceratoidea, известны только из мелового периода. Третьи, такие как Perisphinctoidea, встречаются в обоих.
Этот отряд включает в себя крупнейшего из известных науке аммонитов — Parapuzosia seppenradensis. Диаметр его раковины 1,8 м при том, что жилая камера сохранилась лишь частично. Считается, что будь эта раковина целой, её диаметр составлял бы примерно 2,55 м или даже 3,5 м. Прижизненная масса животного оценивается в 1455 кг, из которых на раковину приходилось 705 кг.